# Brasil Open 2013
Il Brasil Open 2013 è stato un torneo di tennis giocato su campi di terra rossa indoor, facente parte della categoria ATP World Tour 250 series nell'ambito dell'ATP World Tour 2013. È stata la 13ª edizione del Brasil Open, e si è giocato presso il Complexo Desportivo Constâncio Vaz Guimarães di San Paolo, in Brasile, dall'11 al 17 febbraio 2013.

## Partecipanti

### Teste di serie
| Nazione   | Giocatore            | Ranking* | Testa di serie |
| --------- | -------------------- | -------- | -------------- |
| Spagna    | Rafael Nadal         | 5        | 1              |
| Spagna    | Nicolás Almagro      | 11       | 2              |
| Argentina | Juan Mónaco          | 15       | 3              |
| Francia   | Jérémy Chardy        | 26       | 4              |
| Brasile   | Thomaz Bellucci      | 35       | 5              |
| Italia    | Fabio Fognini        | 42       | 6              |
| Spagna    | Pablo Andújar        | 45       | 7              |
| Spagna    | Albert Ramos Viñolas | 50       | 8              |

* Ranking al 4 febbraio 2013.

### Altri partecipanti
I seguenti giocatori hanno ricevuto una wild card per il tabellone principale:
- Ricardo Mello
- Rafael Nadal
- Tommy Robredo

I seguenti giocatori sono passati dalle qualificazioni:

- Guilherme Clezar
- Jorge Aguilar
- João Souza
- Paul Capdeville

Lucky Loser:
- Martín Alund

## Campioni

### Singolare
Rafael Nadal ha sconfitto in finale  David Nalbandian per 6-2, 6-3.
- È il cinquantunesimo titolo per Nadal, il primo del 2013.

### Doppio
Alexander Peya /  Bruno Soares hanno sconfitto in finale  František Čermák /  Michal Mertiňák per 6(5)–7, 6-2, [10-7].